# Dryopteris melanocarpa
Dryopteris melanocarpa är en träjonväxtart som beskrevs av Bunzo Hayata. Dryopteris melanocarpa ingår i släktet Dryopteris och familjen Dryopteridaceae. Inga underarter finns listade.